# آرامگاه علی مالک
بقعه علی مالک مربوط به دوره قاجار است و در دزفول، بافت قدیم شهر، کوچه علی مالک واقع شده و این اثر در تاریخ ۱۲ بهمن ۱۳۸۱ با شمارهٔ ثبت ۷۱۰۱ به‌عنوان یکی از آثار ملی ایران به ثبت رسیده است.